# Alois Kuhn (Eishockeyspieler)

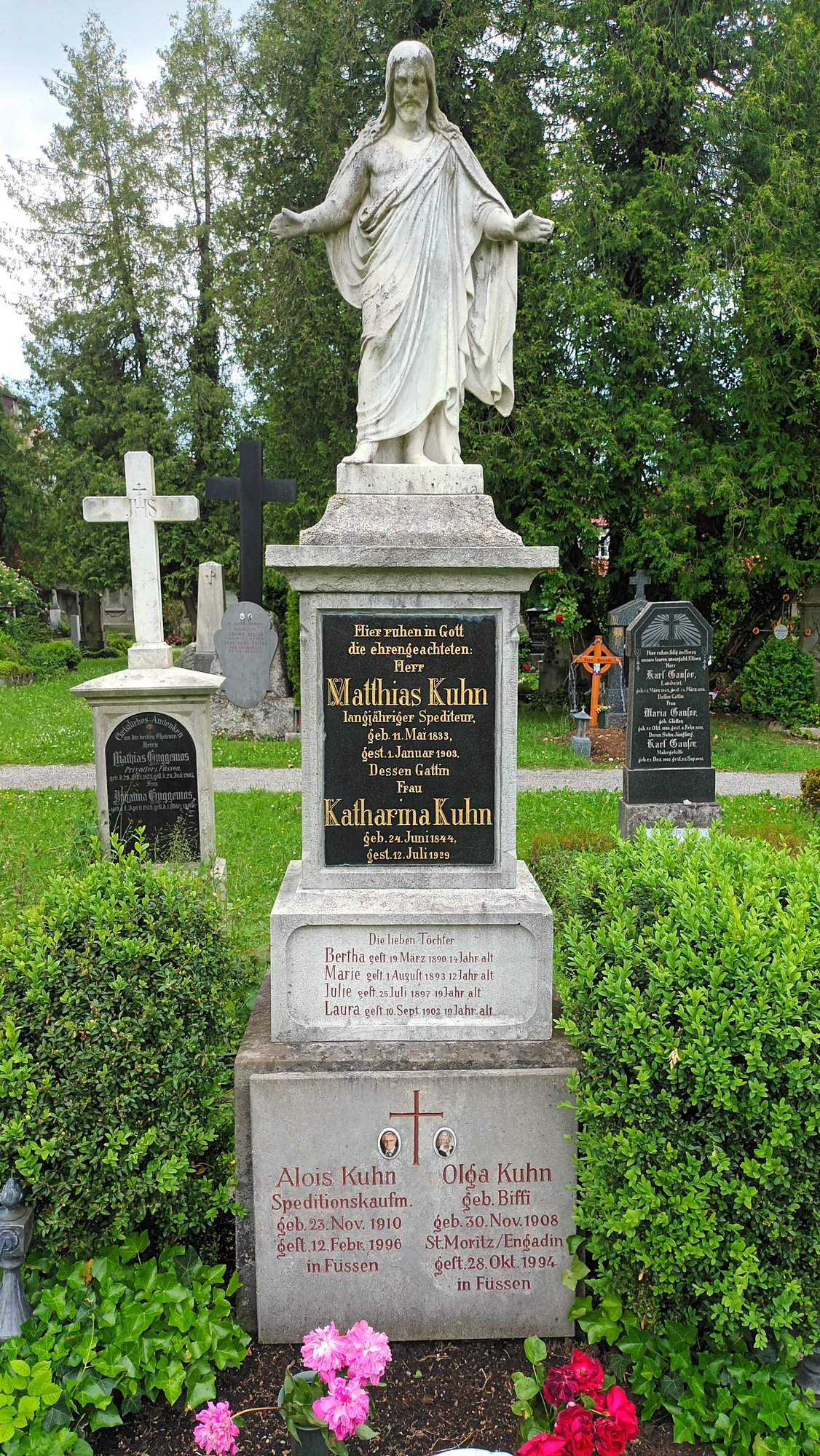
Familiengrab von Alois Kuhn auf dem Alten Friedhof Füssen

Alois Kuhn (* 23. November 1910 in  Füssen; † 12. Februar 1996 ebenda) war ein deutscher Eishockeyspieler.
Kuhn nahm mit der deutschen Nationalmannschaft an den Olympischen Winterspielen 1936 teil und erreichte mit ihr dort den fünften Platz. Zuvor konnte er bereits mit der Nationalmannschaft 1934 in Mailand den Europameistertitel gewinnen.
Im Verein war er bis 1938 für den EV Füssen aktiv, mit dem er 1929 erstmals Bayerischer Eishockeymeister wurde. Kuhn starb im Alter von 85 Jahren.
Er ist der Bruder von Ludwig Kuhn und verwandt mit Bernd Kuhn.